# 孙元华
孙元华（1969年5月—），吉林磐石人，朝鲜族，九三学社社员。中华人民共和国政治人物、第十三届全国人民代表大会辽宁地区代表。

## 生平
2018年2月24日，当选为第十三届全国人大代表。